# Martin Walsh
Pour les articles homonymes, voir Martin Walsh (homonymie) et Walsh.
Martin Walsh, né le 8 novembre 1955 à Manchester, est un monteur britannique. 

## Biographie
Martin Walsh a reçu l'Oscar du meilleur montage en 2003 pour Chicago de Rob Marshall. Il est membre de la société des American Cinema Editors

## Filmographie
- 1990 : Les Frères Krays, de Peter Medak
- 1991 : Hear My Song de Peter Chelsom
- 1994 : Backbeat : Cinq Garçons dans le vent, de Iain Softley
- 1995 : Funny Bones, de Peter Chelsom
- 1995 : Hackers, de Iain Softley
- 1996 : Feeling Minnesota, de Steven Baigelman
- 1997 : Pour l'amour de Roseanna, de Paul Weiland
- 1997 : Bienvenue à Woop Woop, de Stephan Elliott
- 1998 : Les Puissants, de Peter Chelsom
- 1998 : Hilary et Jackie, d'Anand Tucker
- 1999 : Mansfield Park, de Patricia Rozema
- 1999 : Whatever Happened to Harold Smith? de Peter Hewitt
- 2001 : Le Journal de Bridget Jones, de Sharon Maguire
- 2001 : Une star dans la mafia, de Peter Capaldi
- 2001 : Iris, de Richard Eyre
- 2002 : Chicago, de Rob Marshall
- 2004 : Thunderbirds, de Jonathan Frakes
- 2005 : Separate Lies, de Julian Fellowes
- 2006 : V pour Vendetta, de James McTeigue
- 2008 : Cœur d'encre, de Iain Softley
- 2010 : Le Choc des Titans, de Louis Leterrier
- 2010 : Prince of Persia : Les Sables du Temps, de Mike Newell
- 2011 : Ra.One, d'Anubhav Sinha
- 2012 : La Colère des Titans, de Jonathan Liebesman
- 2014 : The Ryan Initiative, de Kenneth Branagh
- 2015 : Cendrillon, de Kenneth Branagh
- 2016 : Eddie the Eagle, de Dexter Fletcher
- 2020 : Artemis Fowl de Kenneth Branagh
- 2021 : Joyeuse Fin du monde (Silent Night) de Camille Griffin
- 2021 : Tetris de Jon S. Baird